# Survivor Series (2016)
Survivor Series 2016 a fost ce-a de-a treizecea ediție a pay-per-view-ului anual Survivor Series organizat de WWE. A avut loc pe data de 20 noiembrie 2016 în arena Air Canada Centre din Toronto, Ontario, Canada.

## Rezultate
- Pre-Show: TJ Perkins, Rich Swann & Noam Dar i-au învins pe Tony Nese, Drew Gulak & Ariya Daivari într-un Six-man tag team match (11:50)
  - Swann l-a numărat pe Daivari după un «Standing 450º Splash».
- Pre-Show: Kane l-a învins pe Luke Harper (9:10)
  - Kane l-a numărat pe Harper după un «Chokeslam».
- Team Raw (Alicia Fox, Bayley, Charlotte Flair, Nia Jax, & Sasha Banks) au învins Team SmackDown (Alexa Bliss, Becky Lynch, Carmella, Naomi, & Natalya) într-un 5-on-5 Survivor Series elimination match (17:30) 
  - Bayley a eliminat-o pe Lynch după un «Bayley-to-Belly».
- The Miz (c) (însoțit de Maryse) l-a învins pe Sami Zayn păstrându-și campionatul WWE Intercontinental Championship (14:05)
  - Miz l-a numărat pe Zayn cu un «Roll-up».
  - Dacă Zayn câștiga, campionatul avea să aparțina Raw-ului
- Team Raw (Cesaro și Sheamus, Enzo Amore & Big Cass, Luke Gallows & Karl Anderson, The New Day (Big E & Kofi Kingston) și The Shining Stars (Epico & Primo) au învins Team SmackDown (American Alpha (Chad Gable & Jason Jordan), Breezango (Fandango & Tyler Breeze), Heath Slater & Rhyno, The Hype Bros (Mojo Rawley & Zack Ryder) și The Usos (Jey & Jimmy Uso) într-un 10-on-10 Survivor Series elimination match (18:55)
  - Cesaro l-a eliminat pe Jey Uso după un «Sharpshooter».
- The Brian Kendrick (c) l-a învins pe Kalisto prin descalificare pentru campionatul WWE Cruiserweight Championship (12:25)
  - Kalisto a fost descalificat după ce Baron Corbin l-a atacat pe Kendrick.
  - Dacă Kalisto câștiga, campionatul aparținea lui SmackDown.
- Team SmackDown (AJ Styles, Bray Wyatt, Dean Ambrose, Randy Orton și Shane McMahon) au învins Team Raw (Braun Strowman, Chris Jericho, Kevin Owens, Roman Reigns și Seth Rollins) într-un 5-on-5 Survivor Series elimination match (52:55)
  - Wyatt l-a eliminat pe Reigns după un «Sister Abigail» supraviețuind alături de Orton.
- Goldberg l-a învins pe Brock Lesnar (1:26)
  - Goldberg l-a numărat pe Lesnar după două «Sulițe» și un «Jackhammer».